# Kyohei Shimazaki
Kyohei Shimazaki (島崎 恭平 Shimazaki Kyohei?), född 4 september 1991 i Tokyo prefektur, är en japansk fotbollsspelare.
Shimazaki började sin karriär 2014 i FC Machida Zelvia. Efter FC Machida Zelvia spelade han för FC Kariya och Tokyo Musashino City FC. Han avslutade karriären 2018.